# Hedwig Bleibtreu

Hedwig Bleibtreu, 1912

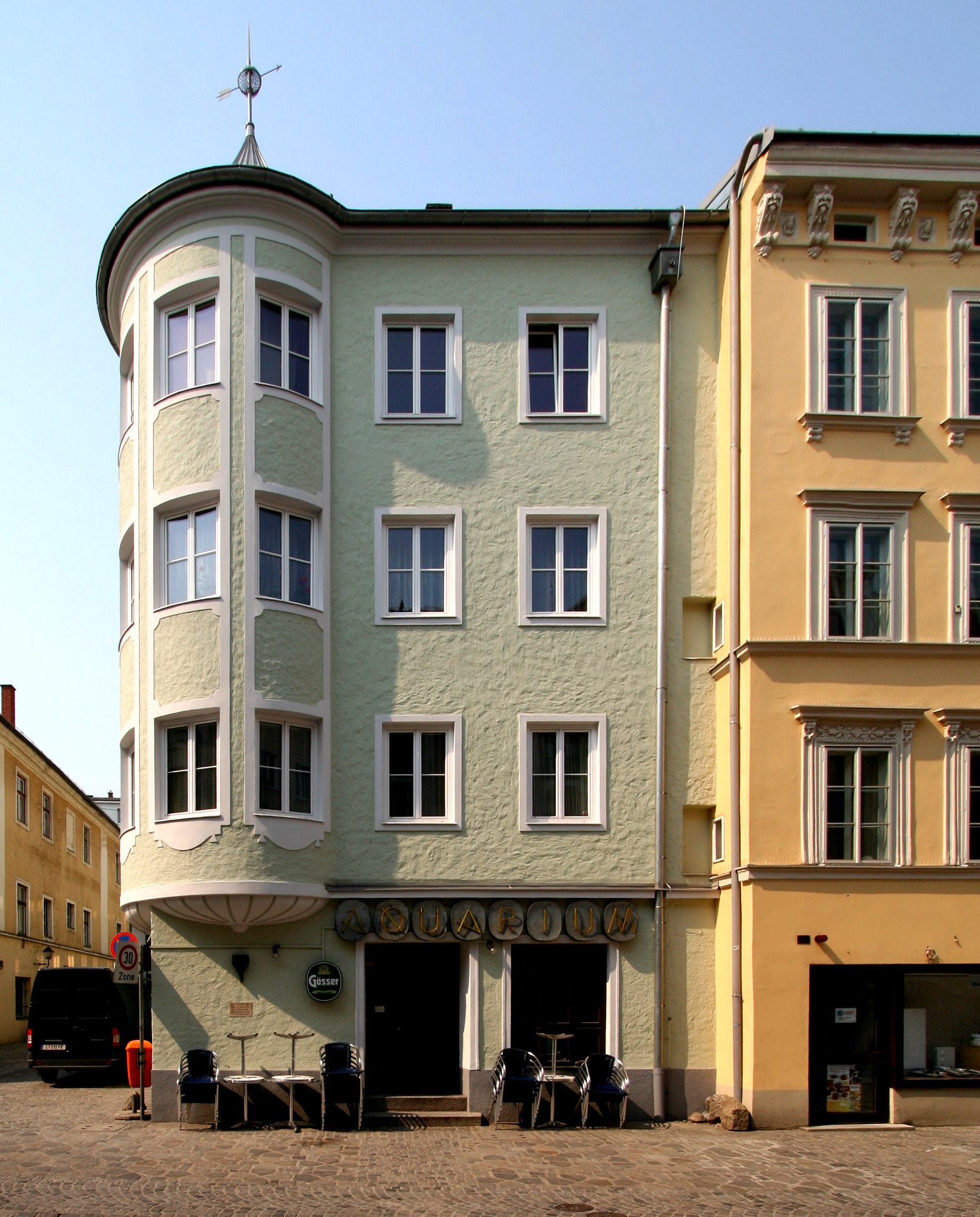
Hedwig Bleibtreus Geburtshaus in der Linzer Altstadt

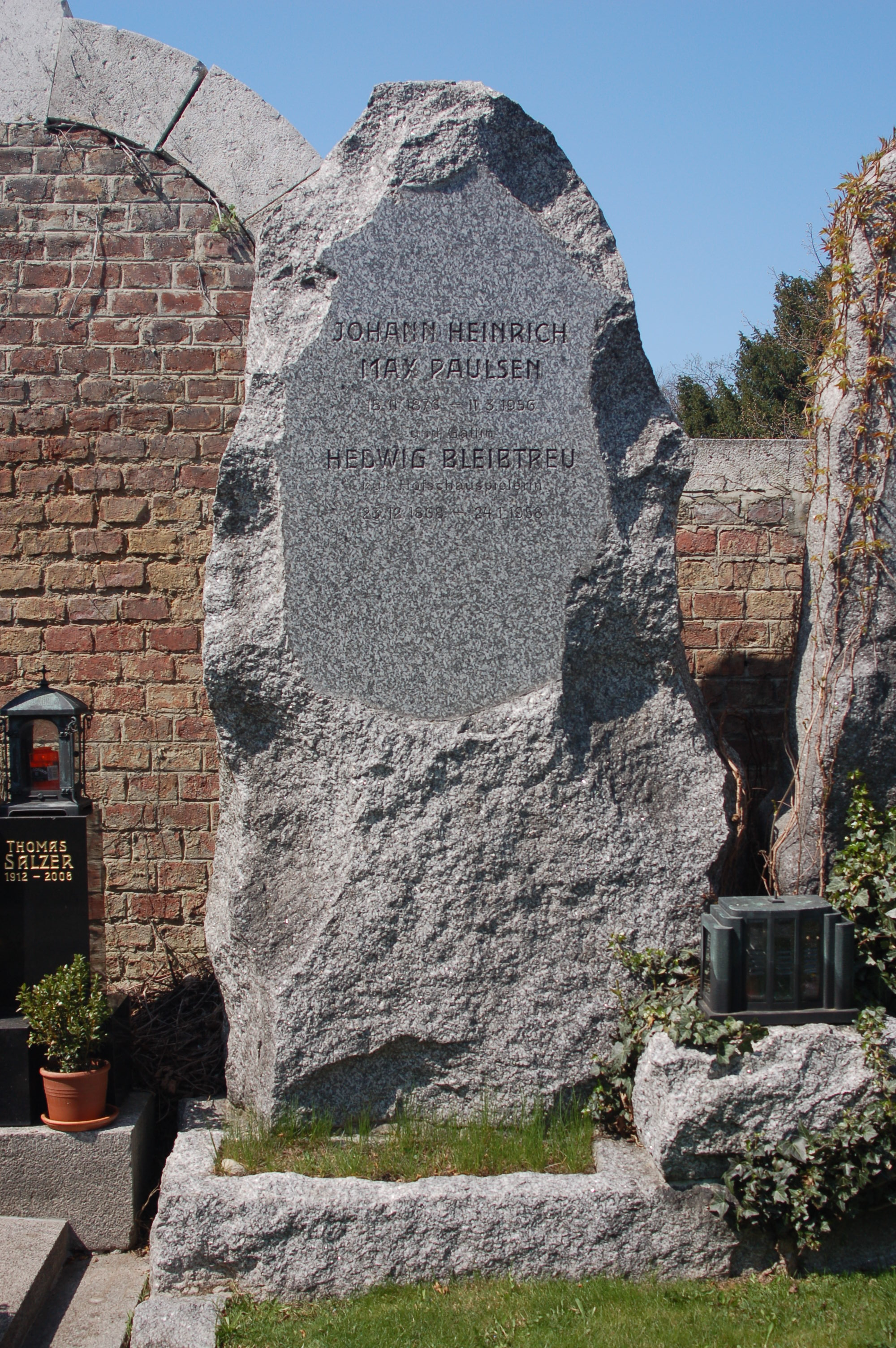
Grabstätte von Hedwig Bleibtreu

Hedwig Bleibtreu (* 23. Dezember 1868 in Linz an der Donau, Österreich-Ungarn; † 24. Jänner 1958 in Wien-Pötzleinsdorf) war eine österreichische Theater- und Filmschauspielerin.

## Leben
Die Tochter des Schauspielers, Offiziers und Malers Sigismund Bleibtreu und dessen Frau Amalie Bleibtreu trat schon im Alter von vier Jahren in Der Verschwender am Theater an der Wien auf. Am Konservatorium der Gesellschaft der Musikfreunde in Wien erhielt Hedwig Bleibtreu ihre künstlerische Ausbildung. 1886 gab sie ihr Debüt am Theater Augsburg. Weitere Engagements führten sie nach Brünn, Berlin (Berliner Theater), an das Sommertheater Schwedt (1889) sowie an die Hoftheater von Kassel und München.
1891 trat sie erstmals in Wien am Carltheater auf und gehörte von 1893 bis zu ihrem Tod zum Ensemble des Burgtheaters. Sie galt am Wiener Burgtheater als große Tragödin in der Tradition der legendären Charlotte Wolter. Auch als Rezitatorin machte sie sich einen Namen und besprach als solche mehrere literarische Sprechplatten.
Beim Film hatte sie zunächst vereinzelte Auftritte im Stummfilm, nach Aufkommen des Tonfilms nahm ihre Präsenz zu. Ihre bekanntesten Filmauftritte hatte sie in Dreizehn Stühle mit Heinz Rühmann und als Annas Vermieterin in Der dritte Mann (1949) mit Orson Welles nach dem Drehbuch von Graham Greene. Einer der kommerziell erfolgreichsten Filme, in dem sie in einer Nebenrolle erschien, war der NS-Propagandafilm Wunschkonzert (1940).
Anlässlich der Schließung der Theater zum 1. September 1944 wurde sie von Adolf Hitler als unersetzliche Künstlerin in die Gottbegnadeten-Liste aufgenommen.
1953 konnte sie als Erste nach Bernhard Baumeister 60 Jahre Zugehörigkeit zum Burgtheaterensemble feiern.
Hedwig Bleibtreu war in erster Ehe mit dem Hofschauspieler und „dramatischen Lehrer“ am Konservatorium, Alexander Roempler (1860–1909), in zweiter mit dem Burgtheaterdirektor Max Paulsen (Künstlername Peter Petersen) verheiratet. Ihre Schwester Maximiliane Bleibtreu verehelichte Mebus (1870–1923) debütierte 1890 am Theater an der Wien; nach dem Wechsel nach Dresden wurde sie zur Königlich Sächsischen Hofschauspielerin ernannt. Hedwig Bleibtreus Großnichte Monica Bleibtreu (1944–2009) war eine profilierte Film- und Theaterschauspielerin, deren Sohn Moritz Bleibtreu (* 1971) ist ein bekannter Filmschauspieler des jüngeren deutschen Kinos.
Hedwig Bleibtreu ist (als Hedwig Paulsen) in einem ehrenhalber gewidmeten Grab auf dem Friedhof Pötzleinsdorf (Gruppe F, Nummer 88/89) in Wien begraben. Im Jahr 1981 wurde in Wien-Simmering (11. Bezirk) die Bleibtreustraße nach ihr benannt. Auch in ihrer Geburtsstadt Linz gibt es im Franckviertel eine nach ihr benannte Straße.

## Filmografie (Auswahl)
- 1919/20: Die Herrin der Welt (8 Teile)
- 1923: Die Kurtisane von Venedig
- 1930: Das Lied ist aus
- 1930: Tänzerinnen für Süd-Amerika gesucht
- 1932: Der Prinz von Arkadien
- 1932: Scampolo, ein Kind der Straße
- 1935: Pygmalion
- 1935: Es flüstert die Liebe
- 1936: Das Mädchen Irene
- 1937: Die ganz großen Torheiten
- 1938: Das Leben kann so schön sein
- 1938: Dreizehn Stühle
- 1938: Der Spieler
- 1939: Hotel Sacher
- 1939: Maria Ilona
- 1939: Waldrausch
- 1940: Fahrt ins Leben
- 1940: Der ungetreue Eckehart
- 1940: Alles Schwindel
- 1940: Wiener G’schichten
- 1940: Meine Tochter lebt in Wien
- 1940: Herzensfreud – Herzensleid
- 1940: Wunschkonzert
- 1941: Dreimal Hochzeit
- 1941: Aufruhr im Damenstift
- 1941: Wiener Blut
- 1942: Sommerliebe
- 1942: Frauen sind keine Engel
- 1943: Ein Mann für meine Frau
- 1944/49: Wiener Mädeln
- 1947: Wiener Melodien
- 1948: Alles Lüge
- 1948: Der dritte Mann (The Third Man)
- 1948: Der Engel mit der Posaune
- 1950: Großstadtnacht
- 1951: Gefangene Seele
- 1952: Hinter Klostermauern

## Auszeichnungen
- 1924: Ehrenmitglied des Burgtheaters
- 1928: Bürgerin der Stadt Wien
- 1930: Burgtheater-Ring
- 1934: Berufstitel Professor (vierzigjährige Zugehörigkeit zum Burgtheater, 1933) [7]
- 1943: Ehrenring der Stadt Wien
- 1943: Goethe-Medaille für Kunst und Wissenschaft
- 1954: Großes Ehrenzeichen für Verdienste um die Republik Österreich[8]
- 1954: Ehrenmitglied der Akademie für Musik und darstellende Kunst